# James O’Brien (Politiker, 1841)

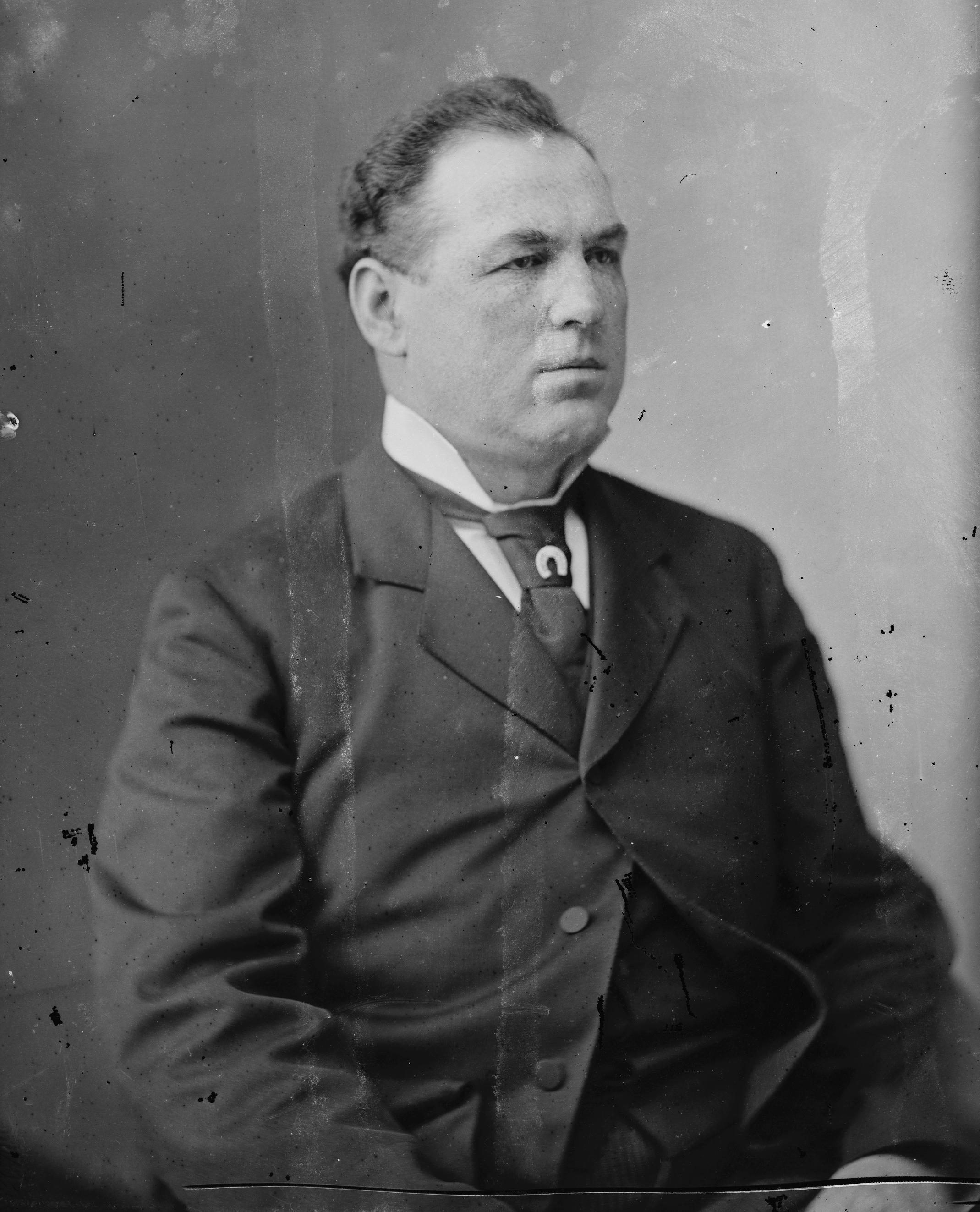
James O’Brien

James O’Brien (* 13. März 1841 im County Kings, Irland; † 5. März 1907 in New York City) war ein US-amerikanischer Politiker. Zwischen 1879 und 1881 vertrat er den Bundesstaat New York im US-Repräsentantenhaus.

## Werdegang
James O’Brien wurde während des Viktorianischen Zeitalters im King’s County geboren und wuchs dort auf. Er besuchte Gemeinschaftsschulen. 1861 wanderte er in die Vereinigten Staaten ein und ließ sich in New York City nieder. Im selben Jahr brach der Bürgerkrieg aus. O’Brien war in den Jahren 1864 und 1866 Alderman in New York City. 1867 diente er als Sheriff in der City und County of New York. Er saß in den Jahren 1872 und 1873 im Senat von New York. Im letzten Jahr kandidierte er erfolglos für den Posten des Bürgermeisters von New York City und im folgenden Jahr für einen Sitz im 44. Kongress. Als unabhängiger Demokrat wurde er bei den Kongresswahlen des Jahres 1878 für den 46. Kongress im zehnten Wahlbezirk von New York in das US-Repräsentantenhaus in Washington, D.C. gewählt, wo er am 4. März 1879 die Nachfolge von Abram Hewitt antrat. Im Jahr 1880 erlitt er bei seiner Wiederwahlkandidatur eine Niederlage und schied nach dem 3. März 1881 aus dem Kongress aus. Danach war er bis zu seinem Tod als Makler (broker) tätig. Er starb am 5. März 1907 in New York City und wurde dann auf dem Calvary Cemetery auf Long Island beigesetzt.